# Situation-problème
On appelle situation-problème une activité pédagogique consistant en l'aménagement d’une situation de recherche dans laquelle les représentations sociales de l'élève sont mises en crise. Cette situation de recherche lui permet, d'abord seul puis en groupe, de conscientiser ses représentations puis de rompre avec elles. Ce sont ces nouvelles représentations qui vont lui permettre de déconstruire / reconstruire de nouvelles connaissances.  

## Caractéristiques pédagogiques
La situation-problème se distingue d'autres tâches pédagogiques. Elle diffère des exercices car ceux-ci sont conçus pour appliquer des connaissances et les consolider mais elle est surtout une rupture complète avec le cours magistral ou le cours dialogué. Dans la situation-problème, c'est l'élève qui est placé en situation de découvrir et d'intégrer de nouvelles connaissances en mettant à l’œuvre des stratégies de résolution du problème. Le problème n'est pas un piège mais l'élève prend conscience que ce sont ses propres représentations qui posent "problème". 
L’avantage éducatif de ce type de travail, ce qu'il permet à l’élève de s’approprier par lui-même les conditions de la réussite. « Ce qui est réellement éducatif, c’est tout autant l’activité déployée par l’élève dans cette résolution de problème que l’acquisition de la réponse elle-même. » (Dugal, 1992).
Cette méthode d'apprentissage est aujourd'hui critiquée à cause de sa faible efficacité. Les études faites sur le sujet, et notamment les méta-analyses de John Hattie, montrent que celle-ci a une efficacité particulièrement faible comparée à d'autres méthodes,. L'efficacité de cette méthode est aussi critiquée par les recherches en psychologie de l'apprentissage, et notamment par la théorie de la charge cognitive : de nombreuses expériences ont montré que les méthodes basées sur une résolution de problèmes trop précoce sont nettement moins efficaces que les méthodes qui utilisent des exemples travaillés et une très forte guidance de la part du professeur.

## Illustration enboxe pieds-poings
Exemple en Éducation physique et sportive ici en Boxe pieds-poings (savate-BF, kick boxing) : (A) doit forcer le passage pour toucher une cible en arrière de (B). Ici, toucher le coussin de coin de ring, avec le pied. (B) doit empêcher (A) de passer, par les moyens autorisés par le règlement du sport en question ou par ceux donnés par l’enseignant. À la fin de la tâche, (B) doit répertorier les solutions trouvées, et annoncer les plus efficaces et leurs adaptations.
- Le problème posé est le suivant : « l’adversaire progresse pour venir marquer des points de près ».
- La résolution du problème consiste à « mettre en place un ensemble de moyens empêchant l’adversaire de casser la distance ».
- Aménagement de la tâche : travail par groupe homogène de trois. Le troisième élève est un  « arbitre-scoreur ». La  formule est un tournoi de type Round-Robin. À l’issue de chaque rupture d’échange l’arbitre annonce les cibles atteintes (score). L’opposition reprend à distance lorsque l’échange est terminé.
- À l’issue de la situation d’opposition, il est demandé à l’élève de verbaliser les actions qu’il  a pu mettre en place et pourquoi.

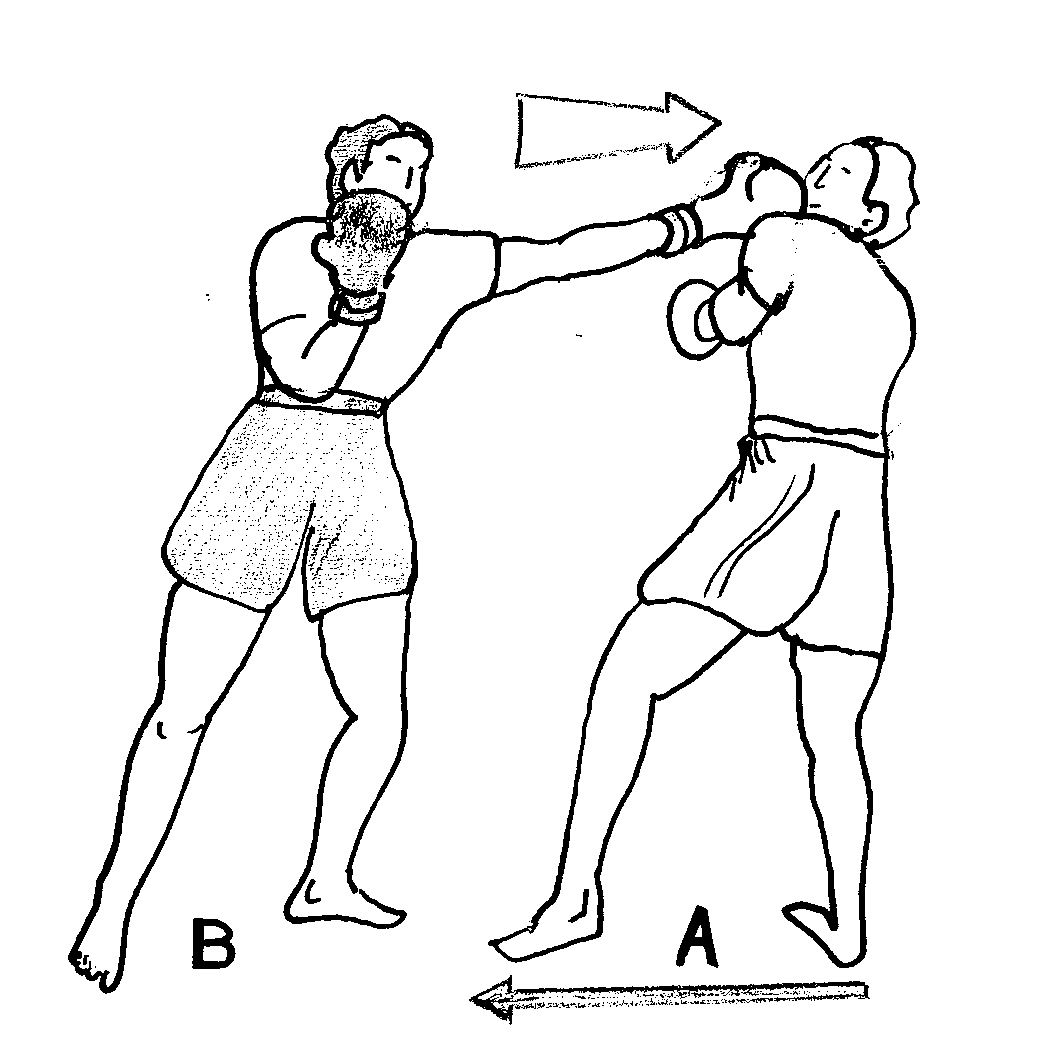
Coup de poing d'arrêt sur les bras lors d'une avancée adverse
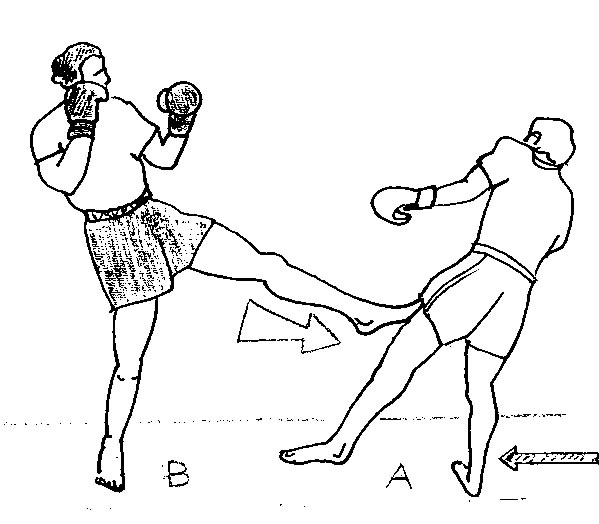
Coup de pied d’arrêt sur la cuisse lors d'une approche adverse
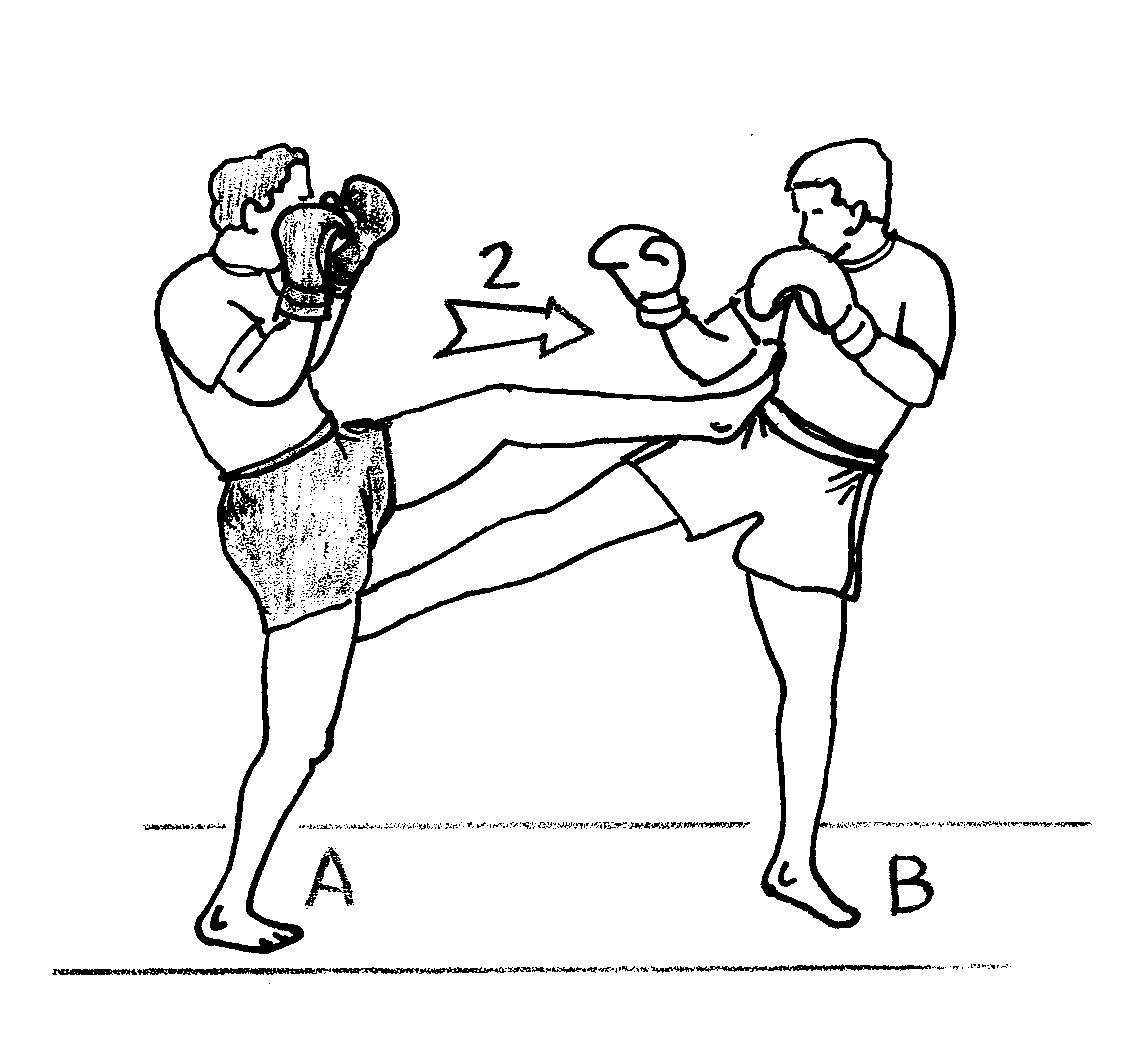
Coup de pied d’arrêt sur le tronc lors d'une approche adverse

## Sources
- Amade-Escot, C., in Éducation physique et didactique des APS, AEEEPS, 1990
- Dugal, J.P., Dicodidac, CRDP Limoges, 1992
- Leplat, J. et Pailhous, J., La description de la tâche : statut et rôle de la résolution de problème, Bulletin de Psychologie, 1977-1978
- Meirieu, P., Apprendre… oui, mais comment ? , ESF éditeur, Paris, 1987